# Mimms Museum of Technology and Art
Das Mimms Museum of Technology and Art, zuvor: Computer Museum of America (CMoA), ist ein Museum zum Thema Computer und deren Geschichte. Nach eigener Aussage besitzt es eine der weltweit größten Sammlungen von Exponaten der digitalen Revolution (englisch One Of The World's Largest Collections Of Artifacts From The Digital Revolution.)
Ein Motto lautet: „Bewahren, erziehen, stärken“ (Preserve, Educate, Empower).

## Geschichte

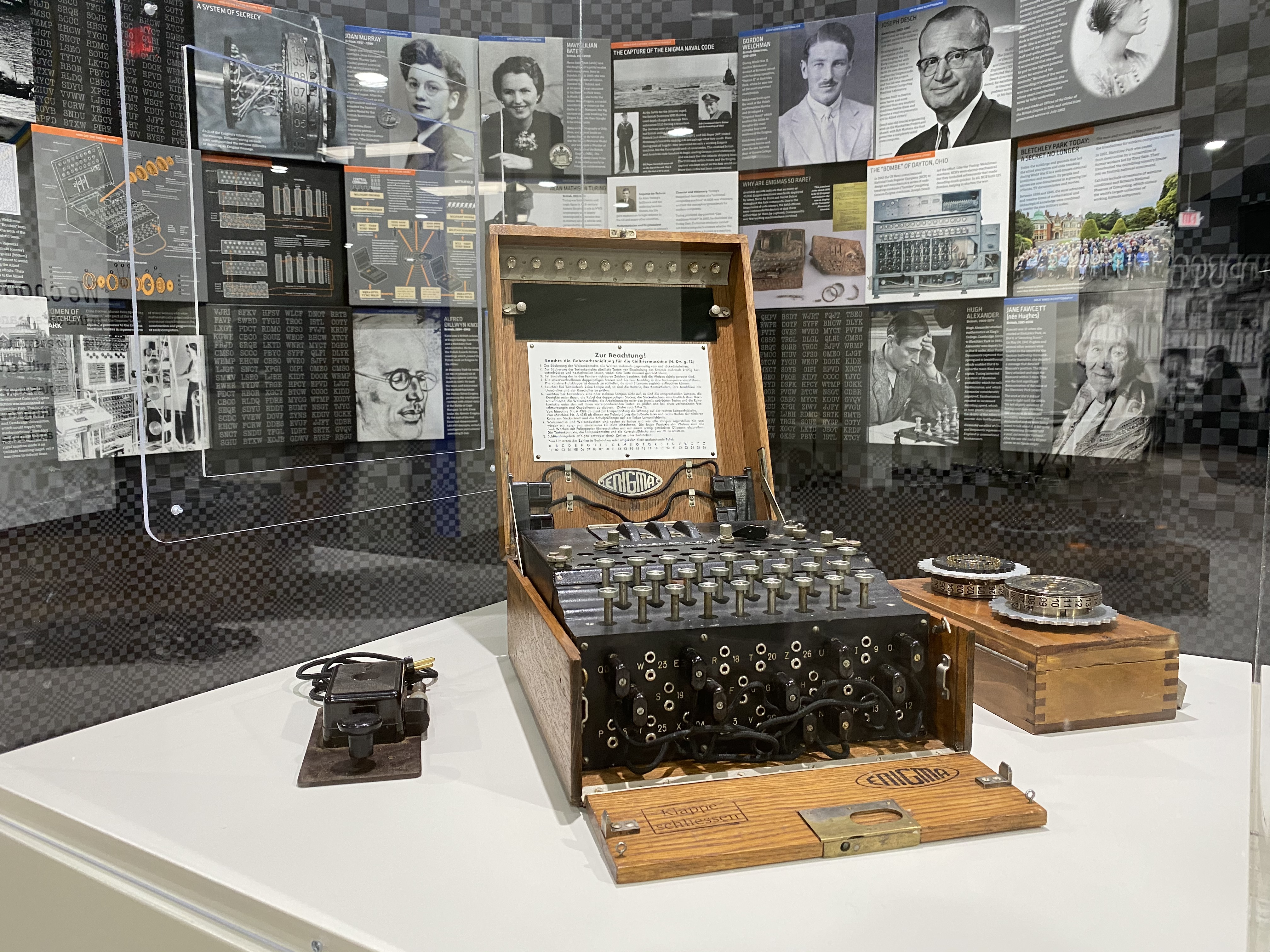
Rotor-Chiffriermaschine Enigma (um 1940)

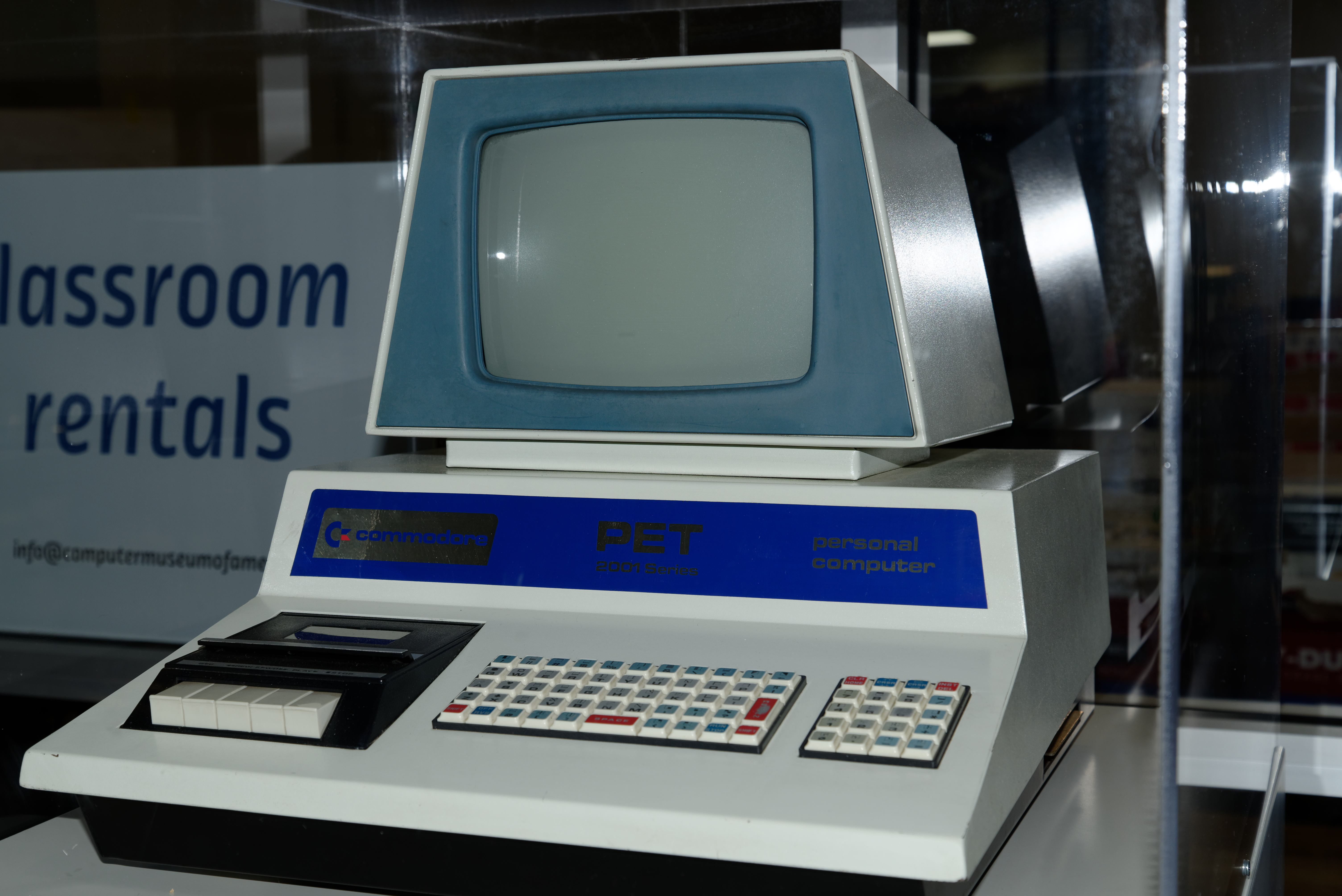
PET 2001 von Commodore (1977)

Das Museum wurde am 20. Juli 2019 als CMoA eröffnet, dem 50. Jahrestag der ersten bemannten Mondlandung (Apollo 11) von 1969. Am 7. März 2025 wurde der heutige Name eingeführt, um die Gründer des Museums, Lonnie Mimms, CEO des Unternehmens Mimms Enterprises, und seine Ehefrau Karin Mimms zu würdigen.
Das Computermuseum befindet sich in Roswell, einem Vorort von Atlanta, der Hauptstadt des US‑Bundesstaates Georgia, und verfügt über eine Ausstellungsfläche von 3200 m².
Es wurde mit dem Zweck gegründet, die Geschichte der Rechnertechnik zu bewahren und die Besucher über Vergangenheit und Zukunft des Rechnens möglichst umfassend zu informieren. Die Anfänge dieser Technik reichen bis in die Antike zurück. Beispiele für frühe mechanische Rechenhilfsmittel und Rechenmaschinen sind der Abakus, das Antikythera-Gerät, der Rechenschieber und das Arithmometer. Bereits vor Ende des 19. Jahrhunderts gab es die von Herman Hollerith erfundenen und mit Lochkarten arbeitenden Tabelliermaschinen.
Im 20. Jahrhundert nahm die Entwicklung rasant an Fahrt auf. Diese beschleunigte sich insbesondere während der Zeit des Zweiten Weltkriegs. Es gab elektromechanische Computer. Dazu gehörten beispielsweise die Rechner Zuse Z1 bis Zuse Z4 und die gegen die Enigma-Chiffriermaschine (Bild) gerichtete Turing-Bombe. Vor allem aber entstanden die ersten elektronischen Rechner, wie der Atanasoff-Berry-Computer und der zur Entzifferung der Lorenz-Maschine gebaute britische Colossus.
Kurz nach dem Krieg wurde der Bipolartransistor erfunden und damit die entscheidende Grundlage für die moderne Entwicklung der Computer gelegt. In den 1970er Jahren gab es bereits Supercomputer wie die Cray-1 (Bild oben). Und ein halbes Jahrhundert später ist deren Rechenkraft, in miniaturisierter Form in der Hand oder am Handgelenk getragen, für viele Menschen zu einem unverzichtbaren Bestandteil ihres täglichen Lebens geworden.
Während die Verwendung von Computern inzwischen alltäglich geworden ist, droht die Gefahr, dass die Entwicklungsgeschichte dieser höchst innovativen Technik in Vergessenheit gerät, denn jeden Tag werden technische Meisterwerke sorglos weggeworfen und landen auf dem Müllhaufen der Geschichte.
Dem möchte das Museum entgegenwirken. Dazu sollen exemplarische Geräte erhalten und öffentlich ausgestellt werden.